# プレジデント航空
プレジデント航空（英語：President Airlines）は、かつて存在したカンボジアの航空会社である。1997年に設立され、2007年に運航停止した。

## コードデータ
- IATA航空会社コード：TO
- ICAO航空会社コード：PSD
- コールサイン：N/A

## 就航路線
- 国内線
  - プノンペン ～ シェムリアップ
- 国際線
  - プノンペン ～ バンコク